# Masaki Yanagawa
Masaki Yanagawa (柳川 雅樹 Yanagawa Masaki?, nacido el 1 de mayo de 1987 en Hyogo) es un exfutbolista japonés. Jugaba de defensa y su último club fue el JPV Marikina FC.

## Trayectoria

### Clubes
| Club            | País      | Año         |
| --------------- | --------- | ----------- |
| Vissel Kobe     | Japón     | 2006 - 2011 |
| Ventforet Kofu  | Japón     | 2010        |
| Thespa Kusatsu  | Japón     | 2011        |
| Tochigi SC      | Japón     | 2012        |
| Gainare Tottori | Japón     | 2013 - 2014 |
| Global FC       | Filipinas | 2015        |
| JPV Marikina FC | Filipinas | 2016 - 2017 |

## Estadística de carrera

### J. League
| Club            | Año   | J. League | J. League | Copa J. League | Copa J. League | Total | Total |
| Club            | Año   | Part.     | Goles     | Part.          | Goles          | Part. | Goles |
| --------------- | ----- | --------- | --------- | -------------- | -------------- | ----- | ----- |
| Vissel Kobe     | 2006  | 28        | 1         | -              | -              | 28    | 1     |
| Vissel Kobe     | 2007  | 2         | 0         | 1              | 0              | 3     | 0     |
| Vissel Kobe     | 2008  | 10        | 0         | 1              | 0              | 11    | 0     |
| Vissel Kobe     | 2009  | 2         | 0         | 0              | 0              | 2     | 0     |
| Ventforet Kofu  | 2010  | 6         | 0         | -              | -              | 6     | 0     |
| Vissel Kobe     | 2011  | 0         | 0         | 0              | 0              | 0     | 0     |
| Thespa Kusatsu  | 2011  | 10        | 0         | -              | -              | 10    | 0     |
| Tochigi SC      | 2012  | 4         | 0         | -              | -              | 4     | 0     |
| Gainare Tottori | 2013  | 12        | 0         | -              | -              | 12    | 0     |
| Gainare Tottori | 2014  | 21        | 0         | -              | -              | 21    | 0     |
| Total           | Total | 95        | 1         | 2              | 0              | 97    | 1     |